# 47 mm FRC Mle 1931
Il canon anti-char de 47 mm Fonderie Royale de Canons Modèle 1931, abbreviato in C.47 FRC Mod.31, era un cannone anticarro sviluppato nel 1931 per l'Armée belge e largamente utilizzato nella campagna di Belgio del 1940. Era soprannominato "'Quat'sept" dalla truppa. Fu sviluppato dalla Fonderie Royale de Canons di Herstal.

## Tecnica
La canna era in acciaio, con otturatore a cuneo verticale e freno di sparo idropneumatico inferiormente. L'affusto era a code divaricabili in acciaio scatolato, con ruote a disco d'acciaio che in posizione di tiro venivano sollevate. Gli organi di mira erano posizionati sul lato sinistro dell'affusto, con un'apposita finestra sullo scudo, protetta da un portello. La scudatura, spessa 4 mm, veniva ampliata lateralmente da pannelli incernierati, posizionati dopo la messa in batteria. Il pezzo era operato da una squadra di 7 uomini. Per il traino venivano impiegati trattori d'artiglieria Ford/Marmon-Herrington Mle 1938 e Vickers Utility Tractor ed autocarri GMC Mle 1937.

## Versioni
Le versioni destinate alla fanteria ed alla cavalleria differivano per alcuni particolari: la versione cavalerie montava pneumatici con camera d'aria per una maggiore mobilità, rispetto alla versione infanterie con pneumatici pieni in gomma, più resistenti e duraturi. Il pezzo d'artiglieria venne anche integrato in postazioni fisse come bunker e fortificazioni, in particolari quelle lungo il canale Alberto. La versione da carro Mle 1932 armava anche i cacciacarri T-13 e SA FRC 47 mm.

## Prestazioni
Nonostante i ridotti tempi di sviluppo, le prestazioni del cannone erano notevoli, in particolare rispetto ai contemporanei tedeschi e francesi, rispettivamente il 3,7 cm PaK 36 ed il Hotchkiss 25 mm Mle. 1934. In capacità di penetrazione a media distanza superava anche il britannico Ordnance QF 2 lb da 40 mm, perforando 51 mm di acciaio a 100 m e 47 mm a 300 m di distanza. Tali capacità erano dovute al calibro elevato, con una munizione da 1,52 kg, ma a prezzo di un peso totale dell'arma di 515 kg, molto superiore a quello del PaK 36 tedesco per esempio (327 kg). Di dimensioni compatte, era facile da mimetizzare, ma il riposizionamento era reso difficoltoso dal peso.

## Impiego operativo

### Belgio
Al momento dell'invasione tedesca del Belgio, l'Armée disponeva di circa 750 pezzi da 47 mm, che equipaggiavano tutte le unità in servizio attivo e quelle della riserva di prima mobilitazione, le unità di cavallerie e quelle di cyclistes-frontières; le unità di riserva di seconda linea invece erano dotate ancora di vecchi cannoni anticarro. Ogni reggimento di fanteria era suddiviso in tre battaglioni di fucilieri ed uno di armi pesanti; quest'ultimo era composto da tre compagnie, delle quali una anticarro equipaggiata con cannoni da 47 mm. Grazie alla sua capacità di penetrazione, il C.47 FRC Mod.31 poteva aver ragione della corazza spessa 30 mm di Panzer III e IV ad una distanza di 500 m. Esistono rapporti di Panzer distrutti da questi cannoni durante la campagna di Belgio, ma il nucleo dell'esercito belga era schierato nel nord del paese, nelle pianure delle Fiandre, invece che sul terreno collinare delle Ardenne, a sud, considerato impenetrabile ed utilizzato invece come via di invasione principale dai 2.500 carri dalla Wehrmacht.

### Germania nazista
I cannoni belgi di preda bellica furono recuperati dalla Wehrmacht dopo l'invasione. Considerate le buone caratteristiche balistiche, i pezzi vennero immessi in servizio con la denominazione 4.7 cm PaK 185(b). Alcuni furono usati per rafforzare le difese delle isole del Canale.

### Ungheria
Alcune centinaia di cannoni belgi di preda bellica nel 1940 furono trasferiti dalla Wehrmacht all'esercito ungherese, per compensare la carenza di pezzi anticarro dell'alleato durante l'operazione Barbarossa. Presso gli ungheresi i pezzi erano denominati 36 M. Il loro uso fu limitato a causa della carenza di pezzi di ricambio e per l'avanzamento dei sovietici nel campo della realizzazione delle corazze, che rese superata la capacità di penetrazione di cannoni di questo calibro. La maggior parte dei pezzi venne quindi relegata a compiti addestrativi.